# Démographie de l'Aude
La démographie de l'Aude est caractérisée par une faible densité, une population en forte augmentation depuis les années 1980.
Avec ses 377 773 habitants en 2022, le département français de l'Aude se situe en 62e position sur le plan national.
En six ans, de 2015 à 2021, sa population s'est accrue de près de 9 100 unités, c'est-à-dire de plus ou moins 1 500 personnes par an. Mais cette variation est différenciée selon les 433 communes que comporte le département.
La densité de population de l'Aude, 61,5 habitants par kilomètre carré en 2022, est deux fois inférieure à celle de la France entière qui est de 107,1 hab./km2 pour la même année.

## Évolution démographique du département de l'Aude
Le département a été créé par décret du 4 mars 1790. Il comporte alors six districts (Castelnaudary, Carcassonne, Narbonne, Lagrasse, Limoux, Quillan) et 45 cantons. Le premier recensement sera réalisé en 1791 et ce dénombrement, reconduit tous les cinq ans à partir de 1821, permettra de connaître plus précisément l'évolution des territoires.
Avec 270 125 habitants en 1831, le département représente 0,83 % de la population française, qui est alors de 32 569 000 habitants. De 1831 à 1866, il va gagner 18 501 habitants, soit une augmentation de 0,20 % moyen par an, inférieur au taux d'accroissement national de 0,48 % sur cette même période.
L'évolution démographique entre la Guerre franco-prussienne de 1870 et la Première Guerre mondiale est beaucoup plus faible qu'au niveau national. Sur cette période, la population ne s'accroît que de 14 610 habitants, soit un accroissement de 5,11 % alors qu'il est de 10 % au niveau national. La population baisse de 0,67 % pour la période de l'entre-deux guerres courant de 1921 à 1936 alors qu'elle croit au niveau national de 6,9 % pour la France entière.
À l'instar des autres départements français, l'Aude va ensuite connaître un essor démographique après la Seconde Guerre mondiale, toutefois deux fois moindre qu'au niveau national. La croissance est surtout marquée à partir des années 1980. 
En 2022, le département comptait 377 773 habitants, en évolution de +2,65 % par rapport à 2016 (France hors Mayotte : +2,11 %).
| 1791    | 1801    | 1806    | 1821    | 1826    | 1831    | 1836    | 1841    | 1846    |
| ------- | ------- | ------- | ------- | ------- | ------- | ------- | ------- | ------- |
| 239 642 | 225 228 | 240 993 | 253 194 | 265 991 | 270 125 | 281 080 | 284 285 | 289 661 |

| 1851    | 1856    | 1861    | 1866    | 1872    | 1876    | 1881    | 1886    | 1891    |
| ------- | ------- | ------- | ------- | ------- | ------- | ------- | ------- | ------- |
| 289 747 | 282 833 | 283 606 | 288 626 | 285 927 | 300 065 | 327 942 | 332 080 | 317 372 |

| 1896    | 1901    | 1906    | 1911    | 1921    | 1926    | 1931    | 1936    | 1946    |
| ------- | ------- | ------- | ------- | ------- | ------- | ------- | ------- | ------- |
| 310 513 | 313 531 | 308 327 | 300 537 | 287 052 | 291 951 | 296 880 | 285 115 | 268 889 |

| 1954    | 1962    | 1968    | 1975    | 1982    | 1990    | 1999    | 2006    | 2011    |
| ------- | ------- | ------- | ------- | ------- | ------- | ------- | ------- | ------- |
| 268 254 | 269 782 | 278 323 | 272 366 | 280 686 | 298 712 | 309 770 | 341 022 | 359 967 |

| 2016    | 2021    | 2022    | - | - | - | - | - | - |
| ------- | ------- | ------- | - | - | - | - | - | - |
| 368 025 | 376 028 | 377 773 | - | - | - | - | - | - |

## Population par divisions administratives

### Arrondissements
Le département de l'Aude comporte trois arrondissements. La population se concentre principalement sur l'arrondissement de Narbonne, qui recense 45 % de la population totale du département en 2022, avec une densité de 81,7 hab./km2, contre 43 % pour l'arrondissement de Carcassonne et 11 % pour celui de Limoux.
| Arrondissement  | Population(2022) | Variation(2022/2016)                       | Superficie(km2) | Densité(hab./km2) |
| --------------- | ---------------- | ------------------------------------------ | --------------- | ----------------- |
| Narbonne        | 171 651          | en évolution de +3,44 % par rapport à 2016 | 2 101,9         | 81,7              |
| Carcassonne     | 163 742          | en évolution de +2,63 % par rapport à 2016 | 2 309,7         | 70,9              |
| Limoux          | 42 380           | en évolution de −0,39 % par rapport à 2016 | 1 727,3         | 24,5              |
| Source : Insee. |                  |                                            |                 |                   |

### Communes de plus de5 000 habitants
Sur les 433 communes que comprend le département de l'Aude, 28 ont en 2021 une population municipale supérieure à 2 000 habitants, dix ont plus de 5 000 habitants et cinq ont plus de 10 000 habitants : Narbonne, Carcassonne, Castelnaudary, Lézignan-Corbières et Limoux.
Les évolutions respectives des communes de plus de 5 000 habitants sont présentées dans le tableau ci-après.
| Commune            | Population(2022) | Variation(2022/2016)                       | Superficie(km2) | Densité(hab./km2) |
| ------------------ | ---------------- | ------------------------------------------ | --------------- | ----------------- |
| Narbonne           | 56 692           | en évolution de +5,78 % par rapport à 2016 | 172,96          | 327,8             |
| Carcassonne        | 46 429           | en évolution de +1,16 % par rapport à 2016 | 65,08           | 713,4             |
| Castelnaudary      | 12 212           | en évolution de +8,91 % par rapport à 2016 | 47,72           | 255,9             |
| Lézignan-Corbières | 10 855           | en évolution de −4,23 % par rapport à 2016 | 37,68           | 288,1             |
| Limoux             | 10 339           | en évolution de +2,39 % par rapport à 2016 | 32,41           | 319               |
| Port-la-Nouvelle   | 5 882            | en évolution de +5,04 % par rapport à 2016 | 28,55           | 206               |
| Coursan            | 5 762            | en évolution de −1,27 % par rapport à 2016 | 24,61           | 234,1             |
| Sigean             | 5 620            | en évolution de +2,74 % par rapport à 2016 | 35,35           | 159               |
| Trèbes             | 5 386            | en évolution de −3,92 % par rapport à 2016 | 16,36           | 329,2             |
| Gruissan           | 5 068            | en évolution de +1,14 % par rapport à 2016 | 43,65           | 116,1             |
| Source : Insee.    |                  |                                            |                 |                   |

## Structures des variations de population

### Soldes naturels et migratoires sur la période 1968-2021
La variation moyenne annuelle est positive depuis les années 1980, passant de −0,3 à 0,4 %, traduisant une forte croissance sur la période 1968-2021.
Le solde naturel annuel qui est la différence entre le nombre de naissances et le nombre de décès enregistrés au cours d'une même année, est resté stable autour de -0,1 %. La baisse du taux de natalité, qui passe de 11,9 à 8,9 ‰, est en fait compensée par une baisse du taux de mortalité, qui parallèlement passe de 13,3 à 11,9 ‰.
C'est en fait grâce à une forte croissance du flux migratoire, que la population augmente à partir des années 1980. Le taux annuel croît passant de -0,2 % sur la période 1968-1975 à 1,4 % sur la période 1999-2010.
| Indicateurs démographiques                       | 1968 à1975 | 1975 à1982 | 1982 à1990 | 1990 à1999 | 1999 à2010 | 2010 à2015 | 2015 à2021 |
| ------------------------------------------------ | ---------- | ---------- | ---------- | ---------- | ---------- | ---------- | ---------- |
| Variation annuelle moyenne de la population en % | -0,3       | 0,4        | 0,8        | 0,4        | 1,3        | 0,6        | 0,4        |
| - due au solde naturel en %                      | -0,1       | -0,3       | -0,2       | -0,2       | -0,1       | -0,1       | -0,3       |
| - due au solde apparent des entrées sorties en % | -0,2       | 0,7        | 1,0        | 0,6        | 1,4        | 0,7        | 0,7        |
| Taux de natalité en ‰                            | 11,9       | 10,2       | 10,8       | 10,3       | 10,5       | 10,2       | 8,9        |
| Taux de mortalité en ‰                           | 13,3       | 13,3       | 12,8       | 11,9       | 11,3       | 11,1       | 11,9       |
| Source : Insee.                                  |            |            |            |            |            |            |            |

### Mouvements naturels sur la période 2014-2022
En 2014, 3 516 naissances ont été dénombrées contre 4 016 décès. Le nombre annuel des naissances a diminué depuis cette date, passant à 3 187 en 2022, indépendamment à une augmentation, mais relativement faible, du nombre de décès, avec 4 947 en 2022. Le solde naturel est ainsi négatif et diminue, passant de -500 à −1 760.
Pour des raisons techniques, il est temporairement impossible d'afficher le graphique qui aurait dû être présenté ici.

## Densité de population
La densité de population est en augmentation depuis 1968, en cohérence avec l'augmentation de la population.
En 2021, la densité était de 61,3 hab./km2.
| 1968 |  | 45.3 |  |

| 1975 |  | 44.4 |  |

| 1982 |  | 45.7 |  |

| 1990 |  | 48.7 |  |

| 1999 |  | 50.5 |  |

| 2010 |  | 58.1 |  |

| 2015 |  | 59.8 |  |

| 2021 |  | 61.3 |  |

## Répartition par sexes et tranches d'âges
La population du département est plus âgée qu'au niveau national.
En 2021, le taux de personnes d'un âge inférieur à 30 ans s'élève à 29,5 %, soit en dessous de la moyenne nationale (35,1 %). À l'inverse, le taux de personnes d'âge supérieur à 60 ans est de 33,9 % la même année, alors qu'il est de 26,6 % au niveau national.
En 2021, le département comptait 180 872 hommes pour 195 156 femmes, soit un taux de 51,90 % de femmes, légèrement supérieur au taux national (51,61 %).
Les pyramides des âges du département et de la France s'établissent comme suit.
| Hommes | Classe d’âge | Femmes |
| ------ | ------------ | ------ |
| 1      | 90 ou +      | 2,4    |
| 9,5    | 75-89 ans    | 11,8   |
| 21,2   | 60-74 ans    | 21,7   |
| 20,4   | 45-59 ans    | 20,3   |
| 16,3   | 30-44 ans    | 16,1   |
| 14,9   | 15-29 ans    | 13,1   |
| 16,6   | 0-14 ans     | 14,7   |

| Hommes | Classe d’âge | Femmes |
| ------ | ------------ | ------ |
| 0,7    | 90 ou +      | 1,9    |
| 7,0    | 75-89 ans    | 9,5    |
| 16,6   | 60-74 ans    | 17,5   |
| 20,0   | 45-59 ans    | 19,5   |
| 18,8   | 30-44 ans    | 18,3   |
| 18,3   | 15-29 ans    | 16,7   |
| 18,6   | 0-14 ans     | 16,7   |

## Répartition par catégories socioprofessionnelles
La catégorie socioprofessionnelle des retraités est surreprésentée par rapport au niveau national. Avec 33,2 % en 2021, elle est 6,4 points au-dessus du taux national (26,8 %). La catégorie socioprofessionnelle des cadres et professions intellectuelles supérieures est quant à elle sous-représentée par rapport au niveau national. Avec 5 % en 2021, elle est 5,1 points en dessous du taux national (10,1 %).
| Catégorie socioprofessionnelle                    | 2015    | 2015 | 2021    | 2021 | Détails de l'année 2021 | Détails de l'année 2021 | Détails de l'année 2021            | Détails de l'année 2021            | Détails de l'année 2021            |
| Catégorie socioprofessionnelle                    | Nb      | %    | Nb      | %    | Hommes                  | Femmes                  | Part en % de la population âgée de | Part en % de la population âgée de | Part en % de la population âgée de |
| Catégorie socioprofessionnelle                    | Nb      | %    | Nb      | %    | Hommes                  | Femmes                  | 15 à 24 ans                        | 25 à 54 ans                        | 55 ans ou +                        |
| ------------------------------------------------- | ------- | ---- | ------- | ---- | ----------------------- | ----------------------- | ---------------------------------- | ---------------------------------- | ---------------------------------- |
| Agriculteurs exploitants                          | 4 863   | 1,6  | 4 733   | 1,5  | 3 406                   | 1 327                   | 0,3                                | 2,1                                | 1,3                                |
| Artisans, commerçants, chefs d'entreprise         | 13 970  | 4,6  | 14 668  | 4,6  | 9 730                   | 4 938                   | 1,0                                | 7,8                                | 2,9                                |
| Cadres et professions intellectuelles supérieures | 14 939  | 4,9  | 15 893  | 5,0  | 8 597                   | 7 296                   | 0,8                                | 8,7                                | 2,9                                |
| Professions intermédiaires                        | 35 123  | 11,5 | 38 035  | 12,0 | 17 327                  | 20 709                  | 7,2                                | 22,4                               | 4,5                                |
| Employés                                          | 50 787  | 16,6 | 51 366  | 16,2 | 14 244                  | 37 121                  | 17,7                               | 27,7                               | 6,3                                |
| Ouvriers                                          | 34 460  | 11,2 | 33 741  | 10,6 | 27 469                  | 6 272                   | 13,1                               | 18,4                               | 3,6                                |
| Retraités                                         | 104 865 | 34,2 | 105 393 | 33,2 | 50 570                  | 54 823                  | 0,0                                | 0,3                                | 68,2                               |
| Autres personnes sans activité professionnelle    | 47 629  | 15,5 | 53 586  | 16,9 | 19 987                  | 33 599                  | 59,9                               | 12,6                               | 10,3                               |
| Ensemble                                          | 306 636 | 100  | 317 415 | 100  | 151 330                 | 166 085                 | 100                                | 100                                | 100                                |
| Sources : Insee,.                                 |         |      |         |      |                         |                         |                                    |                                    |                                    |